# St. Josef (Trausnitz)

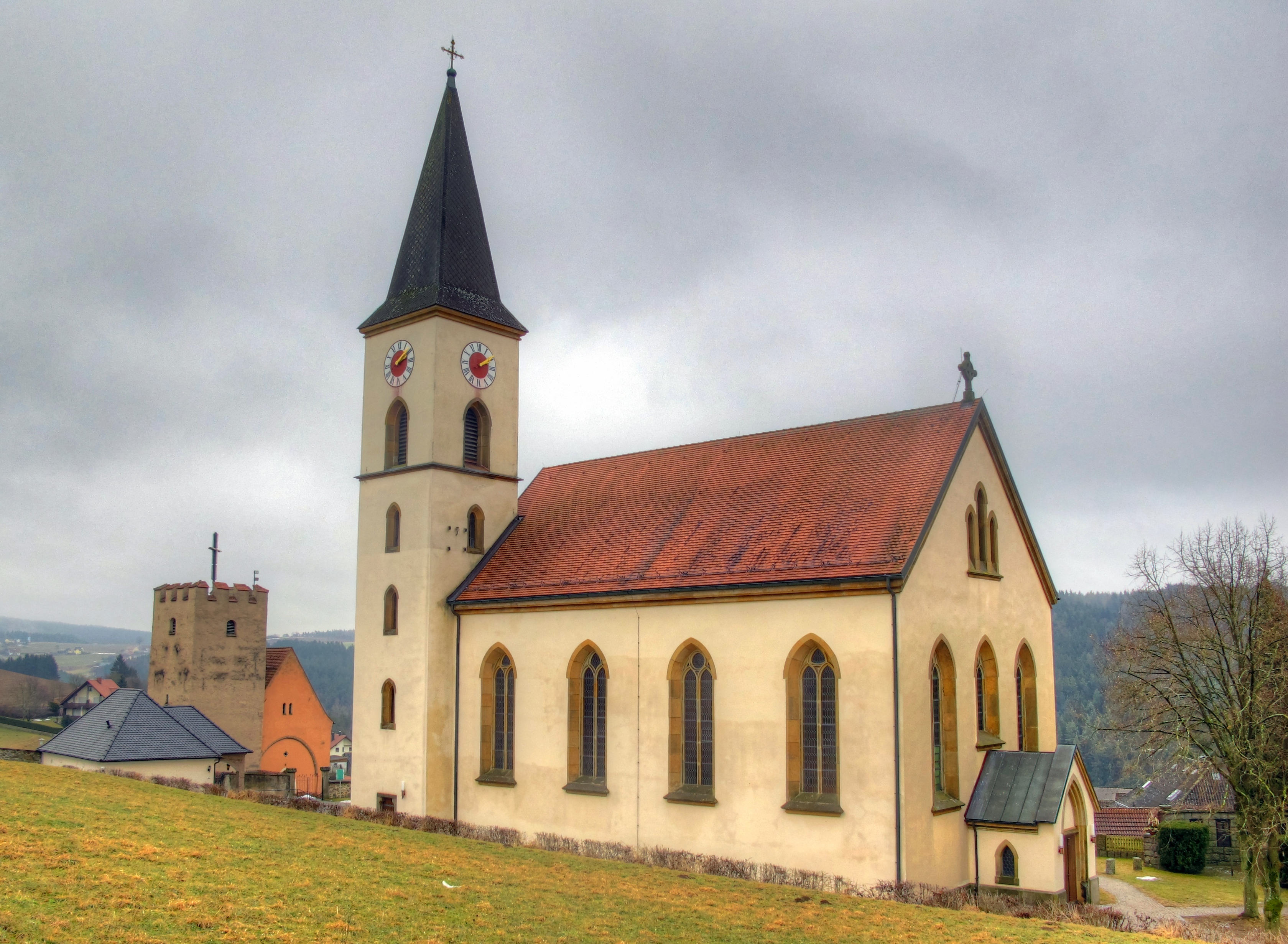
St. Josef (Trausnitz)

Die römisch-katholische, denkmalgeschützte Pfarrkirche St. Josef steht in Trausnitz, einer Gemeinde im Landkreis Schwandorf in der Oberpfalz. Sie gehört zum Bistum Regensburg. Das Bauwerk ist unter der Denkmalnummer D-3-76-173-3 als Baudenkmal in die Bayerische Denkmalliste eingetragen.

## Beschreibung
Die neugotische Saalkirche wurde 1892 erbaut. Sie besteht aus einem Langhaus, das mit einem Satteldach bedeckt ist, einem eingezogenen, dreiseitig geschlossenen Chor und einem Chorflankenturm an dessen Nordwand. Das oberste Geschoss des Chorflankenturms, der mit einem schiefergedeckten Knickhelm bedeckt ist, beherbergt die Turmuhr und den Glockenstuhl.
Der Innenraum des Chors ist mit einem Kreuzgratgewölbe überspannt. Zur Kirchenausstattung gehört ein Flügelaltar im Chor, auf dessen Seitenflügel sich Reliefs mit der Darstellung der vierzehn Nothelfer befinden, die aus der Pfarrkirche Altenthann stammen.

## Orgel
Die Orgel auf der oberen Empore mit 22 Registern auf zwei Manualen und Pedal wurde 1967 von Josef Zeilhuber als Chororgel für die Stiftsbasilika Waldsassen erbaut, 1976 durch Eugen Pfaff umgebaut und 1985 nach Trausnitz umgesetzt. Sie verfügt über Schleifladen mit elektropneumatische Spiel- und Registertraktur und einen freistehenden Spieltisch. Die Disposition lautet:
| I Hauptwerk  |        |
| Quintatön    | 16′    |
| Prinzipal    | 8′     |
| Holzgedackt  | 8′     |
| Oktave       | 4′     |
| Jubalflöte   | 4′     |
| Spitzoktave  | 2′     |
| Terzian      | 1 3⁄5′ |
| Mixtur       | 1 ⁄3′  |
| Helltrompete | 8′     |

| II Hinterwerk |       |
| Sing. Gedackt | 8′    |
| Weidenpfeife  | 8′    |
| Koppelflöte   | 4′    |
| Sesquialter   | 2 ⁄3′ |
| Prinzipal     | 2′    |
| Sifflöte      | 1 ⁄3′ |
| Zimbel        | 2⁄3′  |
| Oboe          | 8′    |

| Pedal          |     |
| Untersatz      | 16′ |
| Zartbaß        | 16′ |
| Oktave         | 8′  |
| Oktave         | 4′  |
| Liebl. Posaune | 16′ |

- Koppeln: II/I, I/P, II/P
- Spielhilfen: zwei freie Kombinationen, Tutti, eine freie Pedalkombination, Zungen ab